# Rahmetullah Berişbek
Rahmetullah Berişbek (Ankara, 22 marzo 1999) è un calciatore turco, centrocampista del Bandırmaspor.

## Caratteristiche tecniche
È un centrocampista difensivo.

## Carriera

### Club
Cresciuto nel settore giovanile del Gençlerbirliği, ha esordito in prima squadra il 6 febbraio 2018 disputando l'incontro di Türkiye Kupası perso 1-0 contro il Beşiktaş.

### Nazionale
Ha giocato nelle nazionali giovanili turche Under-19 ed Under-21.

## Statistiche
Statistiche aggiornate al 25 luglio 2020.

### Presenze e reti nei club
| Stagione        | Squadra         | Campionato      | Campionato | Campionato | Coppe nazionali | Coppe nazionali | Coppe nazionali | Coppe continentali | Coppe continentali | Coppe continentali | Altre coppe | Altre coppe | Altre coppe | Totale | Totale | Totale |
| Stagione        | Squadra         | Comp            | Pres       | Reti       | Comp            | Pres            | Reti            | Comp               | Pres               | Reti               | Comp        | Pres        | Reti        | Pres   | Reti   |        |
| --------------- | --------------- | --------------- | ---------- | ---------- | --------------- | --------------- | --------------- | ------------------ | ------------------ | ------------------ | ----------- | ----------- | ----------- | ------ | ------ | ------ |
| 2017-2018       | Gençlerbirliği  | SL              | 4          | 0          | CT              | 1               | 0               |                    | -                  | -                  |             | -           | -           | 5      | 0      |        |
| 2018-2019       | Gençlerbirliği  | 1L              | 6          | 0          | CT              | 4               | 0               |                    | -                  | -                  |             | -           | -           | 10     | 0      |        |
| 2019-2020       | Gençlerbirliği  | SL              | 20         | 1          | CT              | 2               | 1               |                    | -                  | -                  |             | -           | -           | 22     | 1      |        |
| Totale carriera | Totale carriera | Totale carriera | 30         | 1          |                 | 7               | 1               |                    | -                  | -                  |             | -           | -           | 37     | 2      |        |